# Історія освоєння мінеральних ресурсів Іраку
Історія освоєння мінеральних ресурсів Іраку
Використання кременю для виготовлення знарядь почалося в нижньому палеоліті й продовжувалось до кінця III тис. до н. е. З епохи неоліту видобували інші породи каменю, в тому числі будівельне, декоративне та дорогоцінне каміння, а також глини, які йшли на будівництво житла, виробництво посуду, а пізніше — таблиць для письма.
Месопотамська та Шумерська цивілізації (IV–III тис. до н. е.), в яких вперше виникли великі міста та державні утворення, відзначаються значними обсягами будівництва палаців та культових споруд, що потребувало масштабного видобутку будівельного каменю. Величезні давні каменоломні (в тому числі мармуру) існували в районі Мосула. Для будівництва доріг широко використовували бітуми. Відсутність родовищ кольорових металів потребувала їх великого імпорту з Кавказу та Малої Азії. Не виключаються можливості гірничих експедицій з країн високорозвиненої Месопотамії до мідних та поліметалічних родовищ Кавказу.
В середньовіччі видобуток корисних копалин мав місцеве значення. На північ від Мосула вели розробку залізних руд, в районі Бариму — відкритий видобуток бітумів, на півдні — поташу та соди.
Видобуток нафти з поверхні відкритих водоймищ відомий з початку I тис. до н. е., в середині I тис. до н. е. мав місце колодязний видобуток.
Пошуки нафти на території сучасного Іраку велись з 1888 р.. Іноземні компанії почали промисловий видобуток нафти в Іраку на початку 1920-х років, що було пов'язано з англійською колонізацією країни. Перше родовище Нефтхан було відкрито 1923 р. Його промислова розробка розпочалась 1934 р., після завершення будівництва нафтогону, що поєднав район Кіркука з портами Середземного моря.
У 1927 р. відкрито одне з найпотужніших світових родовищ — Кіркук з запасами нафти понад 2,1 млрд т. (Нафтогазоносний басейн Перської затоки).
З 1920-30-х років Багдад боровся за все більшу частку прибутків від нафтових концесій і, в кінцевому результаті, за контроль над іракською нафтою. Видобуток, переробку й транспортування близькосхідної нафти контролювали здебільшого британські та американські компанії, зокрема «Бритиш петролеум» («Anglo-Persian Oil Co.», а з 1954 р. — «British Petroleum Corp.»), «Шелл» («Royal Dutch — Shell Group»), АРАМКО («Arabian American Oil Co.», як частина «Standard Oil Co.») та ін.
Коли після військового перевороту до влади в Іраку прийшла партія БААС, то нове керівництво країни націоналізувало (1973 р.) компанію Iraqi Petroleum, що добувала нафту в країні. Прибутки Багдада від видобутку нафти збільшилися в п'ять разів, що дозволило Саддаму Хусейну провести ряд реформ в країні і впритул зайнятися нарощуванням військової потужності. Однак вже на початку 1990-х років під тиском санкцій ООН, накладених на режим Саддама після війни 1991 р., іракська нафтова промисловість перебувала в пригніченому стані. Протягом півроку після вторгнення іракських військ у Кувейт, обсяги видобутку нафти в Іраку впали на 90 %. Первинний варіант санкцій ООН забороняв весь імпорт в Ірак, експорт з Іраку і будь-які інвестиції в іракську промисловість. У 1996 р. Ірак виявився на грані гуманітарної катастрофи, і ООН дозволила Багдаду експортувати нафту на суму в 4 млрд доларів на рік для закупівлі за рубежем ліків, медичного обладнання і продуктів споживання. Ця програма стала відома під назвою «нафта в обмін на продовольство». Однак у 1998 р. ціни на нафту впали нижче 10 доларів за барель. ООН дозволила Іраку купувати за кордоном запасні частини для бурових веж, нафтових насосів, нафтопроводів. Крім того, експортна квота для Багдада була збільшена до 10,4 млрд доларів на рік. Ірак не добирав до цього обсягу аж до 2000 р. З 2000 р. експортна квота була знята повністю, видобуток нафти зріс до 75 % від рівня 1990 р., а вартість імпортного обладнання для нафтової промисловості, купленого в рамках програми «нафта в обмін на продовольство», досягла 4,8 млрд доларів. За висновками експертів на початку XXI ст. нафтова індустрія країни знаходиться в пригніченому стані, що зумовлено в першу чергу військовими діями в Іраку.
Підготовку кадрів гірничо-геологічного профілю здійснюють на інженерному факультеті Багдадського університету та у Вищому інженерному інституті.